# Polytrichastrum alpinum
Polytrichastrum alpinum là một loài Rêu trong họ Polytrichaceae. Loài này được (Hedw.) G.L. Sm. miêu tả khoa học đầu tiên năm 1971.

## Hình ảnh

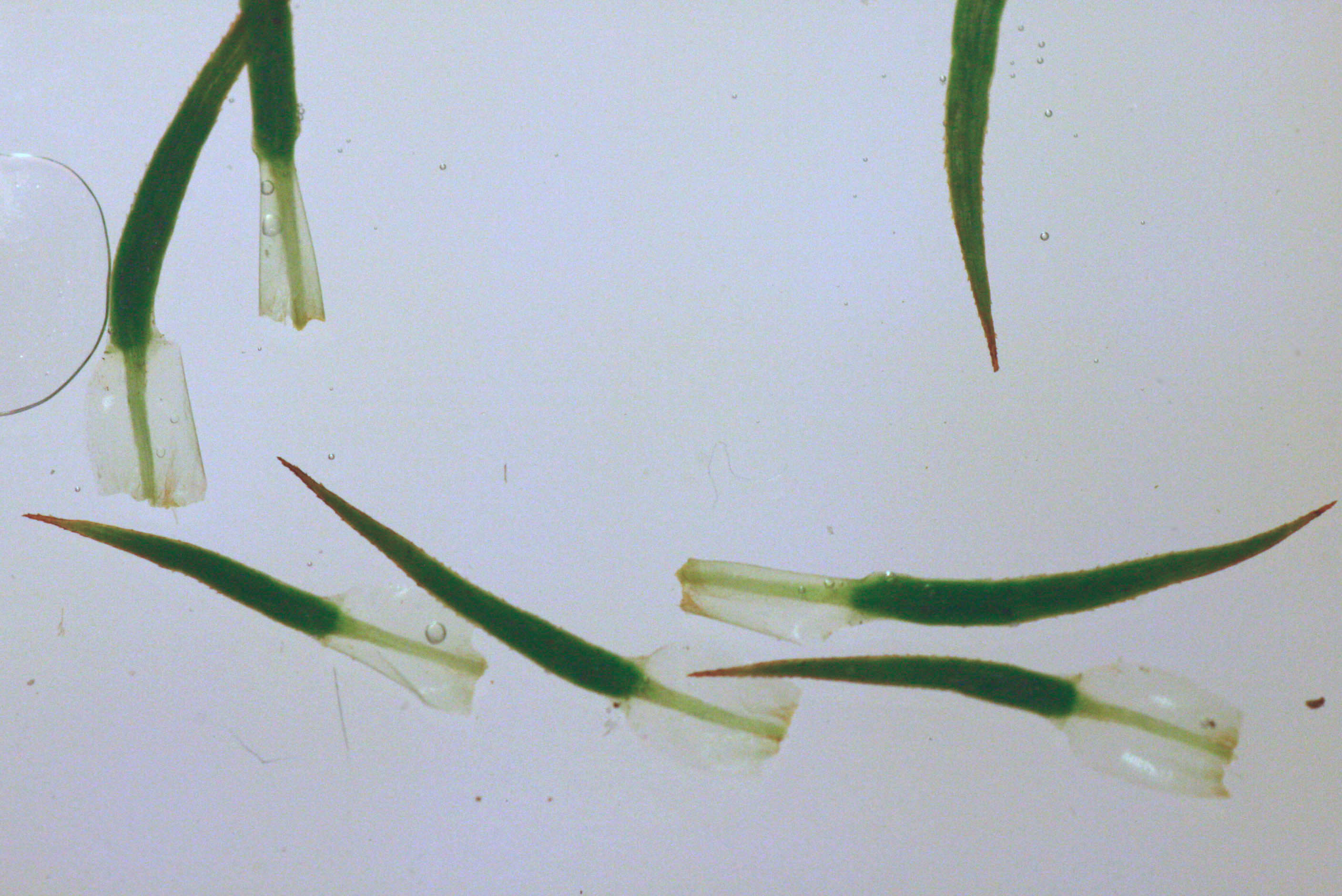
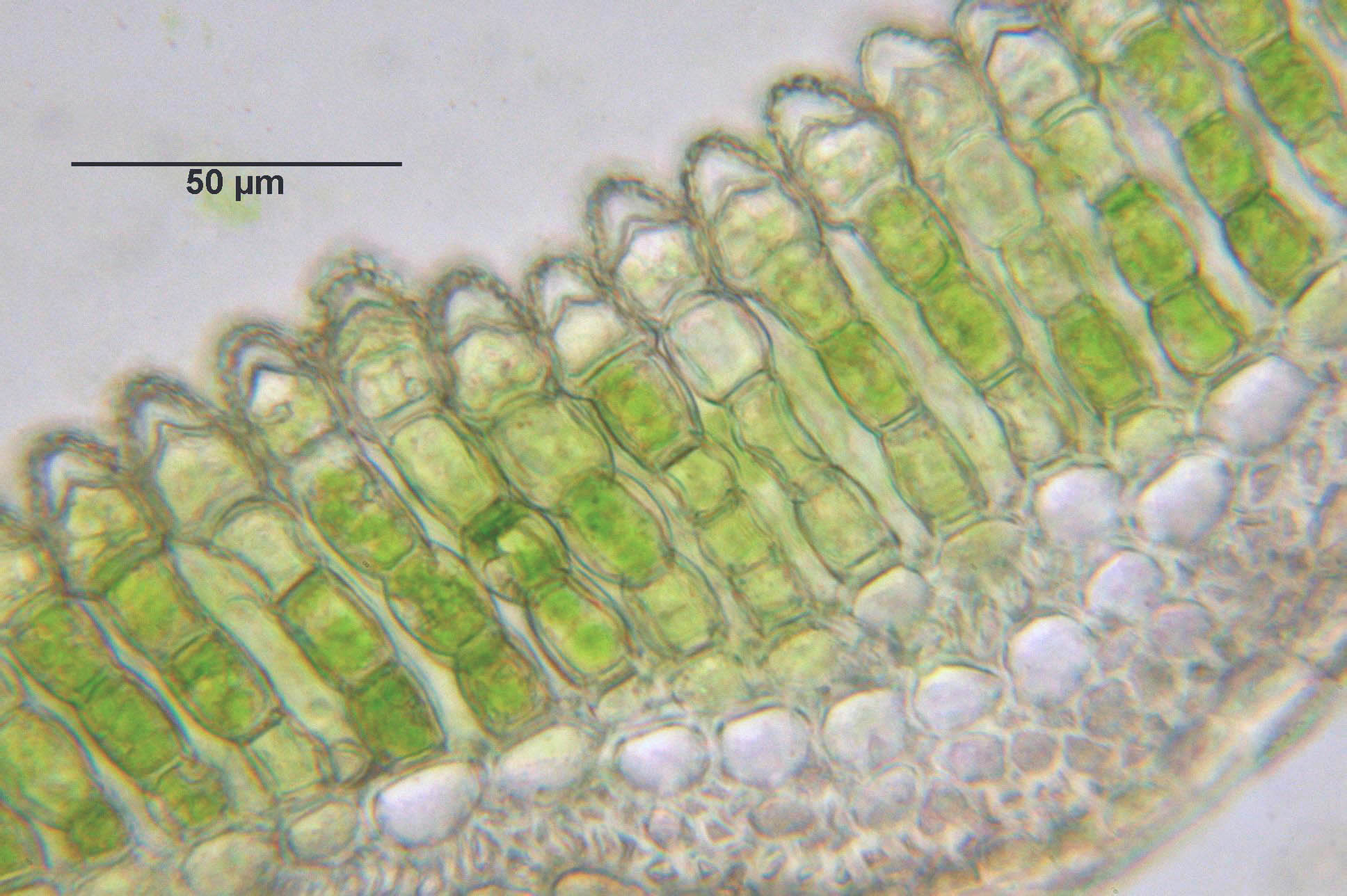
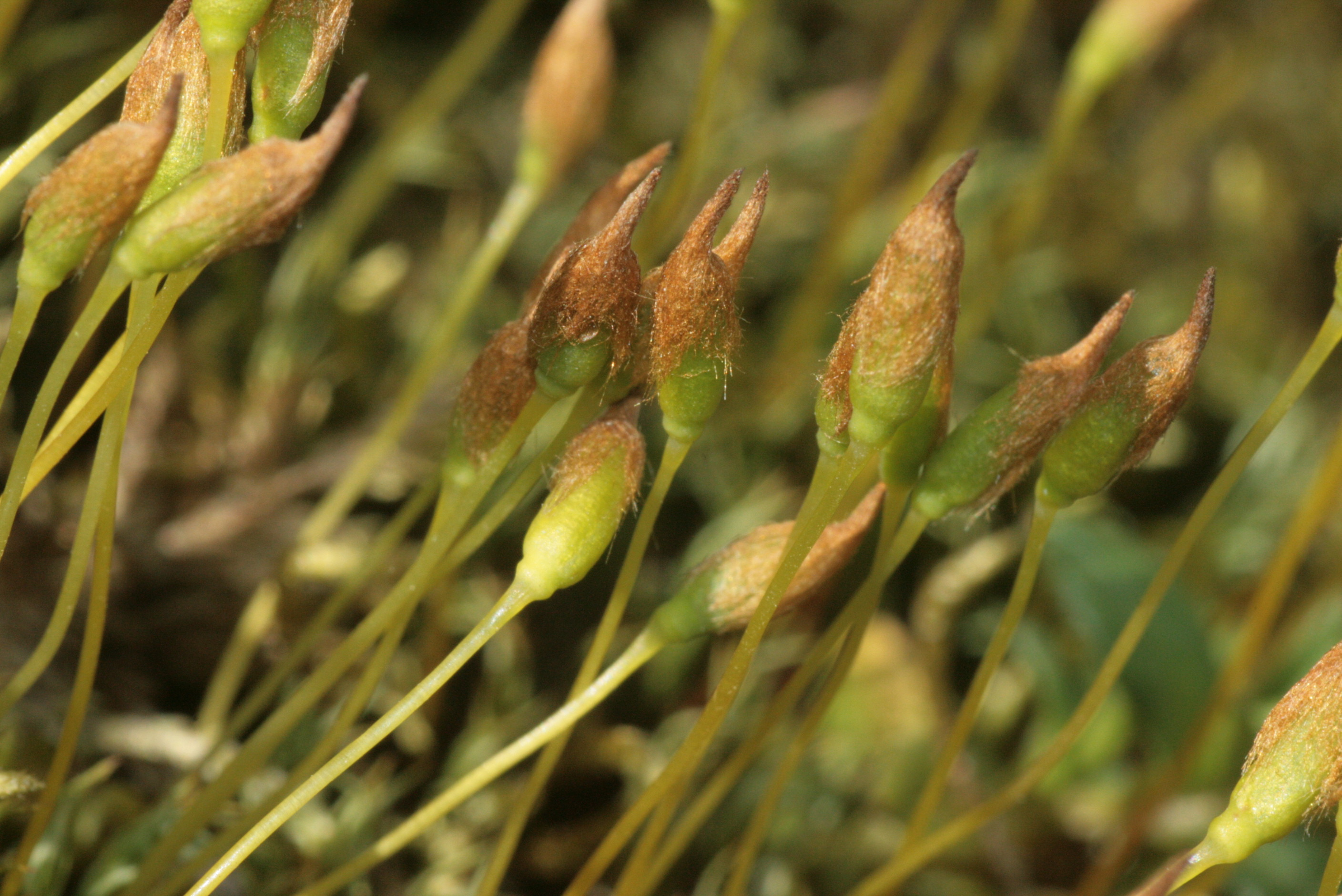
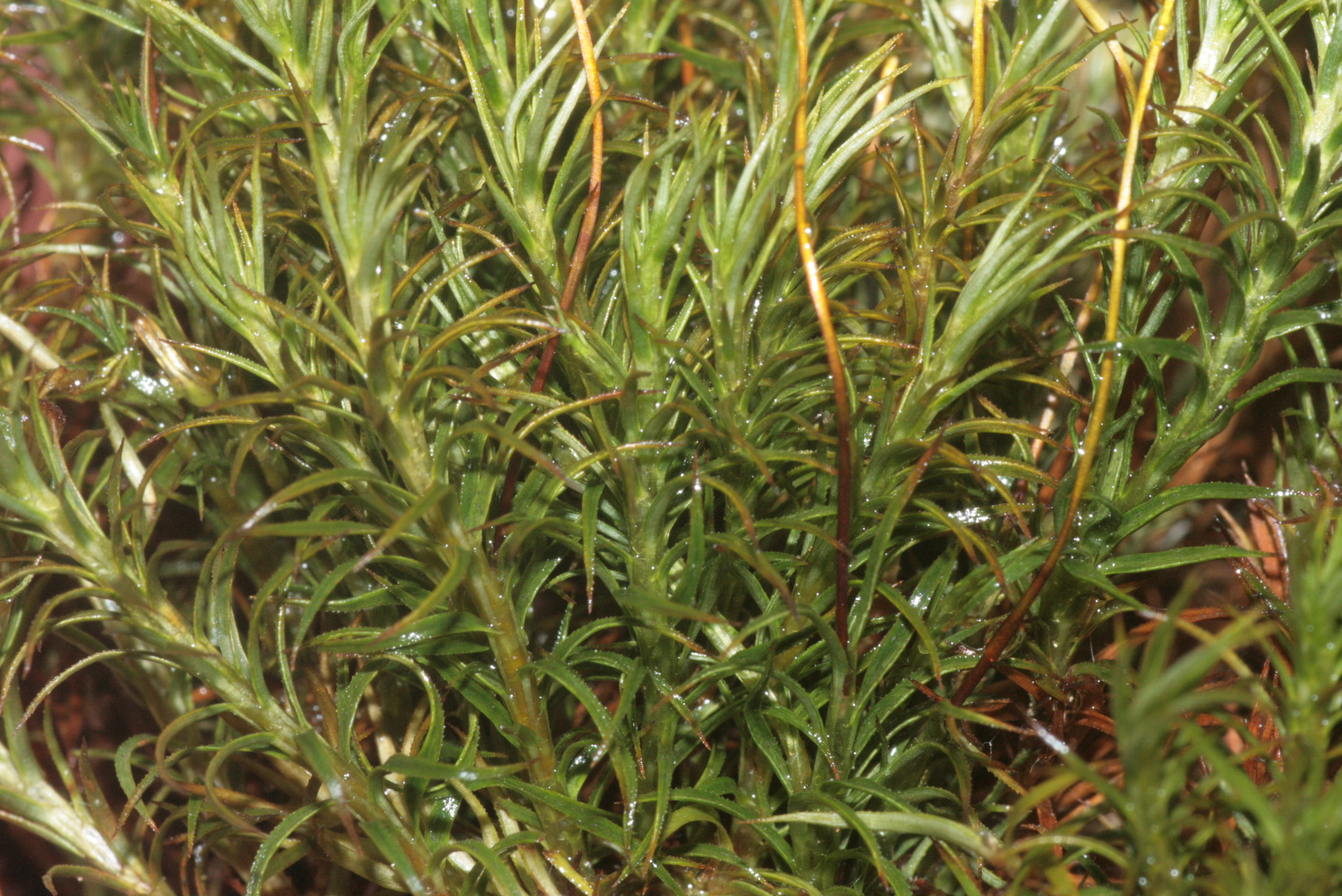